# Barraca de pedra seca Ramon Solé
La Barraca de pedra seca Ramon Solé és una obra de Tarragona protegida com a Bé Cultural d'Interès Local.

## Descripció
Barraca de pedra seca de planta rectangular, parcialment enderrocada pel seu lateral esquerre. Presenta en la part frontal una porta de petites dimensions, amb arc de mig punt. Dos murs laterals a la façana delimiten una espècie de tancat o avantsala.